# Locomotiva bavarese Pt 2/3
La locomotiva bavarese Pt 2/3 è stata una locotender a vapore surriscaldato per treni passeggeri costruita, per conto delle Königliche Bayerische Staats-Eisenbahnen, a partire dal 1909 dalla Krauss di Monaco di Baviera.

## Storia
Le locotender vennero prodotte dagli stabilimenti Krauss a partire dal 1909 quando vennero consegnate le prime 2 unità prototipo immatricolate dalle ferrovie statali della Baviera come Pt 2/3.6001-6002. In seguito al buon risultato ne vennero fornite ulteriori 95 unità fino al 1916. Tra 1914 e 1916 20 unità analoghe vennero costruite dalla Krauss per il Granducato di Baden mentre ulteriori 8 unità vennero costruite per conto delle DRG tra il 1927 e il 1928 come DRG Br 701.
Nel 1934 iniziò la trasformazione di 50 unità della Deutsche Reichsbahn con modifica del carrello anteriore divenuto tipo Bissel. Durante la seconda guerra mondiale andarono interamente distrutte 3 unità, ulteriori 4 rimasero in Austria come gruppo ÖBB 770 mentre 89 passarono alle nuove Deutsche Bundesbahn nel dopoguerra. 
Gli accantonamenti iniziarono nel 1960;  la 70.083 è stata monumentata a Mühldorf, e nel 2010 era in funzione a Lenggries in Germania come treno storico, l'austriaca 770.086 è stata restaurata per treni storici in Austria.

## Caratteristiche
Si trattava di una locotender dal rodiggio particolare 1 B nel quale l'asse anteriore portante era notevolmente distaccato dalla coppia di assi motori accoppiata a bielle; la locomotiva era a vapore surriscaldato. La velocità massima era di 65 km/h.